# 水色站
水色站（：／ Susaek yeok */?）是京義·中央線沿線的一座地面車站，位於韓國首爾特別市恩平區水色洞。站務室提供韓國鐵道100周年紀念印章。未來預定與水色車輛基地合併建立複合轉乘中心。

## 車站結構
與京義本線的連結為1、2號對向式月台，與龍山線的連結為3－6號雙島式月台，合共為4面6線月台。候車月台均設有月台幕門。
| ↑ 數碼媒體城                  |
| １ \| ２３ \| ４５ \| ６７ \| |
| 韓國航空大 ↓                  |

| 月台 | 路線                   | 目的地                             |
| ---- | ---------------------- | ---------------------------------- |
| 1    | ●首都圈電鐵京義·中央線 | 首爾方向                           |
| 2    | ●首都圈電鐵京義·中央線 | 首爾發 大谷、文山方向              |
| 3、4 |                        | 不使用                             |
| 5    | ●首都圈電鐵京義·中央線 | 龍山、清涼里、德沼、楊平、龍門方向 |
| 6    | ●首都圈電鐵京義·中央線 | 龍門發 一山、文山方向              |
| 7    |                        | 不使用                             |

## 历史
- 1908年12月1日：落成使用。
- 1921年7月11日：京義線南大門站（今首爾站）至本站通車。
- 1955年2月3日：水色線（今龍山線）西江站至本站通車。
- 1958年8月19日：第二代站房完工。
- 1971年9月10日：本站為指定無煙煤貨物到達站。
- 1988年1月1日：行包業務終止受理。
- 2005年3月1日：車站移至臨時站房營運。
- 2006年：現今站房完工。
- 2009年7月1日：首都圈電鐵京義線通車，本站為停靠站。

## 车站周边
- 水色车辆基地
- 首爾機關車乘務事務所
- 首爾客車場
- 水色洞（朝鲜语：수색동）
- 水色洞（朝鲜语：수색동）住民中心
- 首爾西部警察署（朝鲜语：서울서부경찰서）新寺地區隊水色治安中心
- 首爾特別市西部道路事業所（朝鲜语：서울특별시도로사업소）
- 首爾水色初等學校（朝鲜语：서울수색초등학교）
- 首爾OGN e體育場（朝鲜语：서울 OGN e스타디움）

## 相鄰車站
韓國鐵道公社
●首都圈電鐵京義·中央線
緩行
韓國航空大（K318）－水色（K317）－數碼媒體城（K316）

## 影視作品
- 韓國電影《水色站（朝鲜语：수색역 (영화)）》